# 大日本帝国憲法第70条
大日本帝国憲法第70条（だいにほん/だいにっぽん ていこくけんぽう だい70じょう）は、大日本帝国憲法第6章にある、会計に関する緊急勅令の役割についての規定である。

## 現代風の表記
1. 公共の安全を保持するため緊急の必要がある場合において、内外の情況により政府は帝国議会を招集することができないときは、勅令により財政上必要な処分をすることができる。
2. 前項の場合においては、次の会期において帝国議会に提出し、その承諾を求めることを要する。